# 拉泰路之战
拉泰路之战是1940年1月冬季战争期间的一场战役，属于苏奥穆斯萨尔米战役。1939年12月7日，苏联第163步兵师攻占苏奥穆斯萨尔米后深陷芬军腹地，苏联第44步兵师被派往支援。在接下来的一周，芬兰将军亚尔马·西拉斯沃以人数处于劣势的第9师阻截并击败苏军。苏军第44师17000人，1000人被俘，700人逃跑，其余全部战死。苏军将领维诺格拉多夫回国后被处决。